# Оруэ, Анхель
Анхель Рейнальдо Оруэ Эчеверрия (исп. Ángel Reinaldo Orué Echeverría; 5 января 1989 года, Луке) — парагвайский футболист, играющий на позиции нападающего. С середины 2017 года является свободным агентом.

## Клубная карьера
Анхель Оруэ — воспитанник парагвайского клуба «Либертад». 13 сентября 2009 года он дебютировал в парагвайской Примере, выйдя на замену в конце гостевого поединка против асунсьонской «Олимпии». 6 декабря того же года Оруэ забил свой первый гол на высшем уровне, ставший победным в домашней игре с «Олимпии». В 2010 году он с 10 мячами вошёл в тройку лучших бомбардиров парагвайской Клаусуры 2010. Вторую половину 2011 года Оруэ провёл за чилийский «Сантьяго Уондерерс», а с начала 2012 года он выступал за парагвайский «Насьональ». В середине 2013 года футболист вернулся в «Либертад».
Первую половину 2014 года Анхель Оруэ отыграл на правах аренды за парагвайскую команду «12 октября», а вторую — за аргентинский «Дуглас Хейг». Затем в его карьере были боливийский «Сан-Хосе Оруро», эквадорская ЛДУ Лоха, албанский «Скендербеу», перуанский «Аякучо» и парагвайский «Рубио Нью».